# Virgilio Martínez Véliz
Virgilio Martínez Véliz (nascido em 31 de agosto de 1977) é um chefe de cozinha peruano e dono de restaurante. Ele é um dos representantes da nova geração de chefes peruanos que promovem a cozinha peruana. Ele é conhecido por utilizar ingredientes indígenas em um estilo de cozinhar chamado cuisine du marché ou cuisine d'auteur. Sua família é proprietária de uma cadeia de restaurantes de suco conhecida como La Gran Fruta, para a qual ele serve como consultor. Segundo a revista Marie Claire ele é "a nova estrela no céu gastro de Lima" , e La Tercera do Chile chamam-lhe "um novo rei no país de ceviche". Em 2014 seu restaurante Central Restaurant está localizado no número 15 dos cinquenta melhores restaurantes do mundo pela Restaurant Magazine.

## Biografia
Nascido em Lima, Peru, Virgilio começou a estudar Direito na Universidade de Lima. No entanto, após três anos ele ficou desiludido com seus estudos e decidiu embarcar em uma carreira culinária. Ele completou seus estudos no Le Cordon Bleu em Ottawa, Canada, e em Londres, Inglaterra. Ele trabalhou em vários restaurantes notáveis incluindo Stage no Four Seasons Hotel em Singapura; Lutèce no distrito de Manhattan em Nova Iorque; Can Fabes em Sant Celoni, Catalunha, Espanha; e Astrid y Gastón ambos em Madrid e Bogotá.

## Eventos Internacionais
Virgilio participou de vários festivais de gastronomia, incluindo:
- Mesamérica (Cidade do México)[5]´
- Peixe em Lisboa (Lisboa, Portugal)[6]
- Melbourne Food & Wine Festival (Melbourne, Australia)[7]
- Identità Golose (Milão, Italia)[8]
- Festival Cultura e Gastronomia Tiradentes (Minas Gerais, Brasil)[9]
- Festa a Vico (Vico Equense, Italia)[10]
- Ñam Santiago (Santiago de Chile)[11]
- Savour (Singapur)[12]
- Gulfood (Dubai, Emirados Árabes Unidos) [13]
- Paris des Chefs (Paris, Francia) [14][15]
- Mistura (Lima, Peru)[16]
- Flavours of Peru (Londres, Inglaterra)[17]
- Two Weeks of Peruvian Cuisine (Roma, Itália)
- Perú Mucho Gusto (Madrid, Espanha)
- Vivamérica (Madrid, Espanha)
- Peru Food Festival (Hong Kong)

## Projetos
Atualmente, Virgilio é dono e chef de cozinha do Central Restaurante localizado em Miraflores, distrito de Lima, Peru.
Em junho de 2012 ele abriu Senzo, um restaurante em o novo hotel, Palacio Nazarenas, localizado na cidade de Cusco, Peru. Em julho de 2012 abriu seu primeiro restaurante em Londres, LIMA. Em 2013 ele fundou a Mater Iniciativa, "um projeto para compartilhar informações associadas a produtos peruanos a partir de uma perspectiva multidisciplinar".